# Сухая Журовка (река)
Сухая Журовка (укр. Суха Журівка) — левый приток реки Большой Куяльник, расположенная на территории Ананьевскому и Ширяевского районов (Одесская область, Украина).

## География
Длина — 11 км. Площадь бассейна — 199 км². На протяжении почти всей длины пересыхает, среднее и верхнее течение — наименее маловодное. Есть пруды. Характерны весенние и летние паводки.
Берёт начало в балке, в лесном массиве (доминирование дуба) возле урочища Сухая Журавка, что северо-западнее села Новоивановка. Река течёт на юго-восток. Впадает в Большой Куяльник (на 114-м км от её устья) в селе Марьяновка.
Притоки: безымянные балки
Населённые пункты (от истока к устью):
Ананьевский район
1. Новоивановка
2. Новоалександровка

Ширяевский район
1. Сухая Журовка
2. Марьяновка